# Las caras de La Moneda
Las caras de La Moneda es un programa de televisión chileno, emitido por Canal 13 y presentado por Don Francisco.
El espacio ha mostrado entrevistas a los candidatos a presidente de Chile en las elecciones de 2009-2010, 2013, 2017 y 2021 y además a presidentes salientes y elegidos, a días del cambio de mando. Por esto el título del programa hace referencia al Palacio de La Moneda, sede de la presidencia de Chile.

## Historia

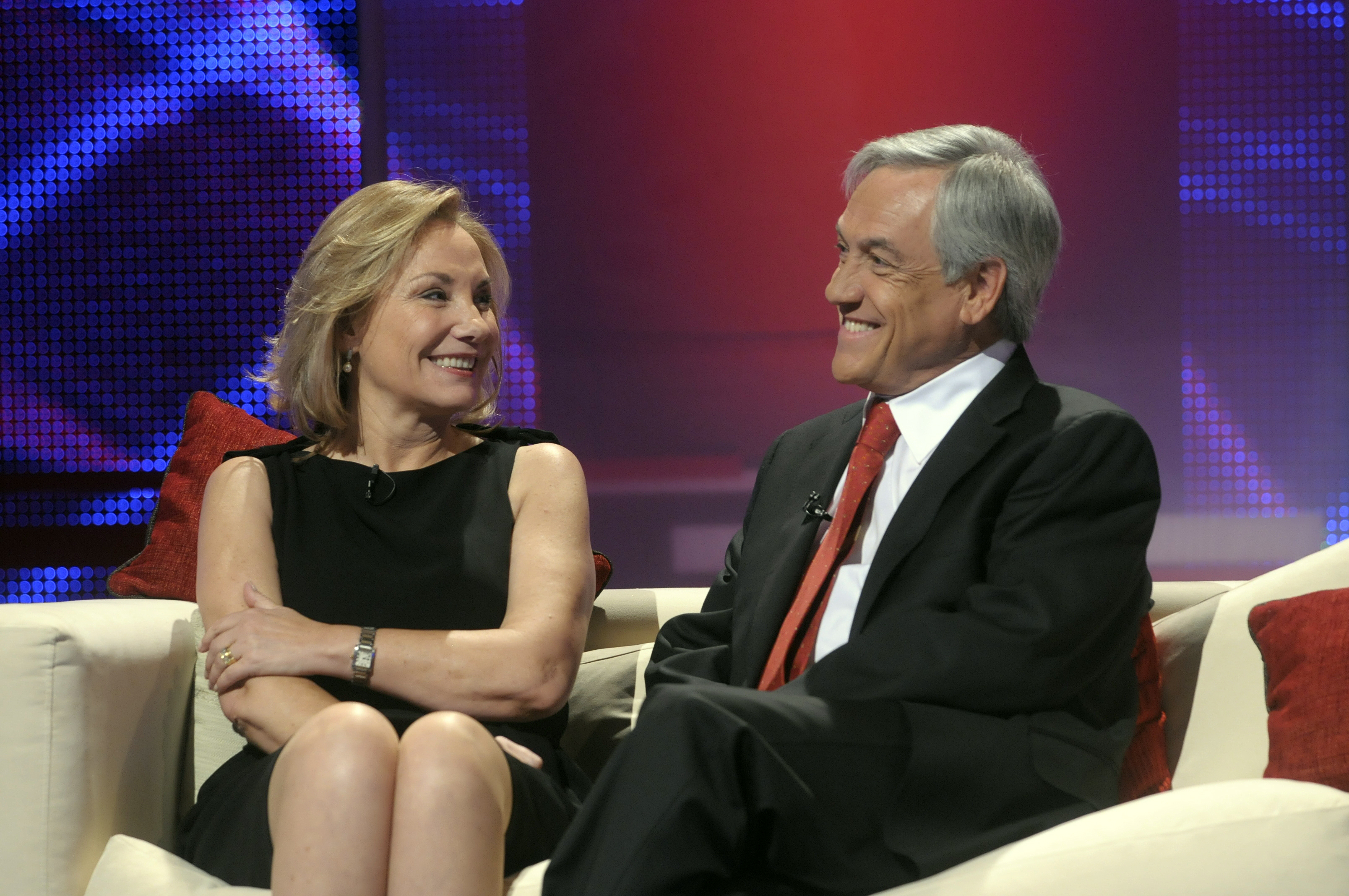
Cecilia Morel y Sebastián Piñera en el capítulo del 12 de marzo de 2010.

El programa fue estrenado como Las cuatro caras de La Moneda, debido a que mostró a los cuatro candidatos en la elección presidencial del 17 de diciembre de ese año, en 4 días consecutivos, todos en horario estelar. Así se entrevistó a Jorge Arrate el 23 de noviembre; Marco Enríquez-Ominami el 24 de noviembre; Eduardo Frei Ruiz-Tagle el 25 de noviembre; y Sebastián Piñera el 26 de noviembre.
En marzo de 2010 se sumaron dos nuevos episodios del programa, esta vez bajo el nombre de Las dos caras de La Moneda, en los que Don Francisco entrevistó a la presidenta saliente, Michelle Bachelet, y al nuevo presidente, Sebastián Piñera, justo un día después del cambio de mando. En el capítulo del 9 de marzo, Bachelet entregó a Don Francisco la medalla «a los héroes democráticos y solidarios», por su rol en la campaña solidaria Chile ayuda a Chile, realizada unos días antes en el contexto del terremoto del 27-F.
El espacio tuvo una segunda temporada, ahora titulado Las caras de La Moneda, para la elección presidencial de 2013. Debido a que eran nueve candidatos, se realizaron entrevistas a tres invitados por episodio, en 3 días consecutivos. En marzo de 2014 se emitieron dos nuevos episodios del programa, donde Don Francisco entrevistó al presidente saliente, Sebastián Piñera, y a la presidenta electa, Michelle Bachelet, a pocos días del cambio de mando.
En 2017 fue reeditado con motivo de la elección presidencial de ese año, bajo el nombre Las caras de La Moneda: Recta final, donde Don Francisco entrevistó solo a los dos candidatos que pasaron al balotaje, Sebastián Piñera y Alejandro Guillier, a diferencia de las temporadas anteriores. En marzo de 2018, a días del cambio de mando, se realizaron dos nuevos episodios del programa, donde Kreutzberger entrevistó a la presidenta Michelle Bachelet y al presidente electo Sebastián Piñera.
En sus segunda y tercera temporadas contó con la participación del periodista Álvaro Paci, quien leía las preguntas realizadas en las redes sociales.
Una nueva temporada repitiendo formato se realizó para la segunda vuelta de la elección presidencial de 2021, los días 6 y 7 de diciembre. Los invitados fueron los candidatos Gabriel Boric (6) y José Antonio Kast (7 de diciembre). En marzo de 2022, se realizaron dos nuevos episodios del programa, donde Kreutzberger entrevistó al presidente saliente Sebastián Piñera (10 de marzo) y al nuevo presidente de Chile, Gabriel Boric (14 de marzo).

## Programas
| #                       | Entrevistado(s)         | Día                     | Índice de audiencia     |
| Temporada 1 (2009–2010) | Temporada 1 (2009–2010) | Temporada 1 (2009–2010) | Temporada 1 (2009–2010) |
| ----------------------- | ----------------------- | ----------------------- | ----------------------- |
| 1                       | Jorge Arrate            | 23 de noviembre de 2009 | 11,1                    |
| 2                       | Marco Enríquez-Ominami  | 24 de noviembre de 2009 | 16,4                    |
| 3                       | Eduardo Frei Ruiz-Tagle | 25 de noviembre de 2009 | 10,6                    |
| 4                       | Sebastián Piñera        | 26 de noviembre de 2009 | 14,5                    |
| 5                       | Michelle Bachelet       | 9 de marzo de 2010      | 12,7                    |
| 6                       | Sebastián Piñera        | 12 de marzo de 2010     |                         |
| Temporada 2 (2013–2014) |                         |                         |                         |
| 7                       | Michelle Bachelet       | 4 de noviembre de 2013  | 13,4                    |
| 7                       | Tomás Jocelyn-Holt      | 4 de noviembre de 2013  | 13,4                    |
| 7                       | Alfredo Sfeir           | 4 de noviembre de 2013  | 13,4                    |
| 8                       | Marco Enríquez-Ominami  | 5 de noviembre de 2013  | 18,5                    |
| 8                       | Franco Parisi           | 5 de noviembre de 2013  | 18,5                    |
| 8                       | Marcel Claude           | 5 de noviembre de 2013  | 18,5                    |
| 9                       | Evelyn Matthei          | 6 de noviembre de 2013  | 15,4                    |
| 9                       | Roxana Miranda          | 6 de noviembre de 2013  | 15,4                    |
| 9                       | Ricardo Israel          | 6 de noviembre de 2013  | 15,4                    |
| 10                      | Sebastián Piñera        | 5 de marzo de 2014      | 9,0                     |
| 11                      | Michelle Bachelet       | 6 de marzo de 2014      | 12,0                    |
| Temporada 3 (2017–2018) |                         |                         |                         |
| 12                      | Sebastián Piñera        | 21 de noviembre de 2017 | 11,9                    |
| 13                      | Alejandro Guillier      | 22 de noviembre de 2017 | 11,8                    |
| 14                      | Michelle Bachelet       | 6 de marzo de 2018      | 9,9                     |
| 15                      | Sebastián Piñera        | 7 de marzo de 2018      | 10,8                    |
| Temporada 4 (2021–2022) |                         |                         |                         |
| 16                      | Gabriel Boric           | 6 de diciembre de 2021  | 11,5                    |
| 17                      | José Antonio Kast       | 7 de diciembre de 2021  | 10,8                    |
| 18                      | Sebastián Piñera        | 10 de marzo de 2022     |                         |
| 19                      | Gabriel Boric           | 14 de marzo de 2022     |                         |